# Associació Europea de Pitch and Putt
L'Associació Europea de Pitch and Putt (EPPA) és l'organisme que regeix el funcionament del Pitch and Putt a Europa.
Es va constituir formalment l'any 2000 entre els representants de la Pitch and Putt Union of Ireland (Irlanda), British Pitch and Putt Union (Gran Bretanya), Associació Catalana de Pitch and Putt (Catalunya), Association Française de Pitch and Putt (França), Nederlandse Pitch and Putt Bond (Països Baixos) i la Federazione Italiana de Pitch and Putt (Itàlia).
Posteriorment s'hi van adherir la Dansk Pitch and Putt Union (Dinamarca), Norges Pitch & Putt Forbund (Noruega), Scweizerischen Pitch and Putt Verband (Suïssa), Federazione Sanmarinese Pitch and Putt (San Marino), Associació Andorrana de Pitch and Putt (Andorra), la Deutscher Pitch & Putt Verband (Alemanya) i la Asociación Gallega de Pitch and Putt (Galícia).
La seu és a Dublín (Irlanda) i la junta directiva actual està formada pel president Frank Smith (Irlanda), el vicepresident Jo G. Brand (Noruega) i els membres de l'executiva Brigitte Albisetti (Suïssa), Toni Lloret (Catalunya) i Michael Murphy (Irlanda). Martin Whitelaw n'és el secretari general.
L'Associació Europea de Pitch and Putt organitza el Campionat d'Europa de seleccions nacionals, que s'ha disputat cada dos anys entre 1999 i 2007, i cada quatre anys a partir de 2010, i el Campionat d'Europa Individual, disputat cada 4 anys a partir del 2011.
| Membres de l'Associació Europea de Pitch and putt (EPPA) |                                               |                                                              |
| País                                                     | Organisme                                     | Lloc web                                                     |
| Alemanya                                                 | Deutscher Pitch & Putt Verband (DPPV)         | www.dppv.de/                                                 |
| Andorra                                                  | Associació Andorrana de Pitch and Putt (AAPP) |                                                              |
| Catalunya                                                | Associació Catalana de Pitch and putt (FCPP)  | www.pitchandputt.cat/ Arxivat 2015-10-11 a Wayback Machine.  |
| Galícia                                                  | Asociación Gallega de Pitch and Putt (AGPP)   | www.pitchandputtgalicia.com                                  |
| Gran Bretanya                                            | British Pitch and Putt Association (BPPA)     | www.bppa.org.uk/ Arxivat 2007-04-04 a Wayback Machine.       |
| Irlanda                                                  | Pitch and Putt Union of Ireland (PPUI)        | www.ppui.ie/                                                 |
| Noruega                                                  | Norges Pitch & Putt Forbund (NPPF)            | www.pitch-putt.no/                                           |
| Països Baixos                                            | Nederlandse Pitch&Putt Bond (NPPB)            | www.nppb.nl                                                  |
| Suïssa                                                   | Scweizerischen Pitch and Putt Verband (SPPA)  | www.swisspitchputt.ch/ Arxivat 2006-12-15 a Wayback Machine. |

- El mes de maig de 2009 es van donar de baixa l'Association Française de Pitch and Putt (França), la Federazione Italiana de Pitch and Putt (Itàlia), la Federazione Sanmarinese Pitch and Putt (San Marino) i la Dansk Pitch and Putt Union (Dinamarca), després d'haver creat una federació internacional paral·lela, l'IPPA.[3][4]